# ديزر دي
ديزر دي (بالإنجليزية: Deezer D)‏ هو رابر وممثل أمريكي، ولد في 1965 بلوس أنجلوس في الولايات المتحدة.

## وصلات خارجية
- ديزر دي على موقع IMDb (الإنجليزية)
- ديزر دي على موقع ميوزك برينز (الإنجليزية)
- ديزر دي على موقع ديسكوغز (الإنجليزية)
- ديزر دي على موقع قاعدة بيانات الفيلم (الإنجليزية)